# Грчки језик
Грчки језик (грч. ελληνικά; стгрч. ἑλληνική) је индоевропски језик који се среће већ око 14. века п. н. е. у критским записима познатим као Линеарно Б писмо. Микенски грчки овог периода се разликује од каснијег класичног или античког грчког из 8. века п. н. е. и касније, када су текстови већ записивани грчким алфабетом.
Савремени грчки је живи језик и један од најбогатијих језика данашњице, са фондом од преко 600.000 речи. Неки стручњаци пренаглашавају његову сличност са хиљадама година старијим класичним грчким. Разумевање између ова два језика је ствар расправе. Језик из хеленског и византијског периода је много ближи савременом грчком. У периоду од 1834. до 1976. притисак је вршен да се у званичној употреби користи катаревуса (καθαρεύουσα), ’пуристички’ језик којим су занемаривани векови природних лингвистичких промена и којим се желело вратити грчки на класични облик. Овај облик је био присутан у званичним документима, као и у штампаном облику, али свакодневни говор Грка је био другачији. Он је напокон прихваћен као званични језик 1976. и познат је као димотики (δημοτική). Ипак, многе речи су остале неизмењене током векова и ушле су и у друге језике. Типични примери оваквих речи су астрономија, демократија, антропологија, театар...

## Историја

### Порекло
Постоји много теорија о настанку грчког језика. Једна од њих говори да је настао миграцијом протогрчког становништва у данашњу Грчку, што се датира између 3200. и 1900. п. н. е. Друга сматра да је језик еволуирао из раног индоевропског језика.

### Линеарно Б писмо
Прво познато писмо грчког језика је линеарно Б писмо, по природи слоговник, коришћено у архаичном микенском дијалекту. Линеарно Б није дешифровано све до 1953. Након пада микенске цивилизације, у периоду од око 500 година писање или није постојало, или су сви записи уништени. Од раног класичног периода, грчки језик се пише грчким алфабетом, за који се претпоставља да је потекао од феничанског. Ово се десило отприлике у Хомерово време.

### Антички грчки дијалекти
У архајском и класичном периоду издвајала су се три дијалекта грчког језика, аеолски, јонски и дорски, што одговара трима главним грчким племенима, Аеолијанцима (претежно насељеним на Егејским острвима), Јонцима (насељеним у данашњој Турској) и Дорцима (становници Пелопонеза, као што су Спартанци). Хомерови Илијада и Одисеја су писани врстом књижевног јонског дијалекта уз позајмице из неколико других дијалеката. Јонски је, стога, постао примарни књижевни језик древне Грчке све до успона Атине у касном 5. веку. Дорски је био стандардни за лирску поезију, као што су хорске оде грчких трагичара.

### Атички грчки
Атички грчки, субдијалект јонског, вековима је био језик Атине. Већина класичне грчке књижевности која нам је данас доступна написана је атичким грчким, укључујући текстове Платона и Аристотела.

### Кини грчки
Како су Грци колонизовали подручје од Мале Азије до Египта и од Гибралтара до Средњег истока, тако се и грчки развијао у многобројне дијалекте. Александар Македонски (356. п. н. е.-323. п. н. е.) је био пресудан чинилац у уједињавању ових дијалеката у јединствени облик зван Кини, арх. Коине (грч. Κοινή [Ki’ni – Koi’ne]), према грчкој речи која значи 'заједнички'. Кини грчки се често назива и грчким Новог завета јер је њиме написан први превод овог дела са арамејског и који је био основа за већину других, каснијих, превода. Увођењем заједничког дијалекта, Александрова војска је лакше комуницирала међусобно. Језик су учили и становници окупираних земаља, чиме је грчки постао светски језик.

### Од Хеленског до Отоманског периода
Грчки језик је наставио да се развија и након Александра, током Хеленског периода (323. п. н. е. – 281. п. н. е.). Током овог периода се појавила Септуагинта, грчки превод хебрејске Библије (Танах). Током векова, грчки је био 'лингва франка' целог Римског царства. Током римског периода се појавила и грчка верзија Новог завета. Након пада Царства 476. н. е, грчки је наставио да се користи као званични језик Источног римског царства (касније Византије) све до пада Цариграда у турске руке 1453. Током Отоманског периода, грчки у писаном и говорном облику је потиснут и умногоме се променио. Овај период се завршио пропашћу Царства у Првом светском рату и формирањем нове грчке државе 1919.

### Савремени грчки језик
Из ових основа је настао савремени грчки језик. Он има два облика: један донекле вештачки, конзервативни зван катаревуса, који садржи много античких речи изговорених на модернији начин, а који је био званичан до 1976. године, и други, ’народни’, зван димотики, који је данас званичан језик Грчке.

## Граматика
Грчки је, као и многи старији индоевропски језици, врло ’изменљив’ језик, односно, именице се мењају у четири падежа (номинатив, генитив, акузатив и вокатив) три граматичка рода (мушки, женски и средњи род), два граматичка броја (једнина и множина). Глаголи имају четири граматичка стања, три глаголска односа (пасив, актив, субјектив), као и три граматичка броја. Грчки је један од ретких индоевропских језика који је очувао тзв 'синтетички' пасив. Димотики је изгубио датив, осим у пар израза као εν τάξει [en ’daxi] што значи 'у реду'. Остале приметне промене у граматици су и губитак инфинитива, дуала као и поједностављење система граматичких префикса.

## Фонологија
У грчкој фонологији постоје одређена 'санди' правила, нека писана, а нека не. Тако се, на пример, ν пред билабијалним и веларним сугласницима изговара као m и ng, и пише се μ (нпр. у συμπάθεια) и γ (нпр. у συγχρονίζω) ако до промене долази унутар речи. Архаична реч  ἐστὶ [es’ti] са значењем јесте, у савременом језику добија ν у акузативном члану (τον и την) које се губи зависно од слова којим почиње следећа реч. Ово правило се назива непостојано ни. У τον πατέρα, прва реч се изговара [tom], а с обзиром да се комбинација m+p чита као mb, цела ова комбинација се чита [tom ‘batera].

## Историјске фонетске промене
Главне фонетске промене између класичног и савременог грчког се огледају у поједностављењу система самогласника и промени неких сугласника у фрикативе. Класични грчки је имао пет кратких и седам дугих самогласника, као и бројне дифтонге. Ово је умањено на једноставан пет-сугласнички систем. Најочогледнија је промена звукова i, ē, y и oi у једноставан самогласник i. Сугласници b, d и g су постали v, dh [ð] и gh [gʰ]. Аспиранти ph, th, kh су постали f, th [þ], kh [χ].

## Писмо
Грчки се пише грчким алфабетом који потиче из 8. века п. н. е. Он се састоји од 24 слова, и то:
Αα Ββ Γγ Δδ Εε Ζζ Ηη Θθ Ιι Κκ Λλ Μμ Νν Ξξ Οο Ππ Ρρ Σσς Ττ Υυ Φφ Χχ Ψψ Ωω

## Пример
Господња молитва (Оче наш) на грчком (према Мат. 6:9-13):
Πάτερ ἡμῶν ὁ ἐν τοῖς οὐρανοῖς ἁγιασθήτω τὸ ὄνομά σου·
ἐλθέτω ἡ βασιλεία σου· γενηθήτω τὸ θέλημά σου, ὡς ἐν οὐρανῷ καὶ ἐπὶ τῆς γῆς·
τὸν ἄρτον ἡμῶν τὸν ἐπιούσιον δὸς ἡμῖν σήμερον·
καὶ ἄφες ἡμῖν τὰ ὀφελήματα ἡμῶν, ὡς καὶ ἡμεῖς ἀφίεμεν τοῖς ὀφειλέταις ἡμῶν·
καὶ μὴ εἰσενέγκῃς ἡμᾶς εἰς πειρασμόν, ἀλλὰ ρῦσαι ἡμᾶς ἀπὸ τοῦ πονηροῦ.
Ὅτι σοῦ ἐστιν ἡ βασιλεία καὶ ἡ δύναμις καὶ ἡ δόξα εἰς τοὺς αἰῶνας·
ἀμήν.

### Речници
- 1910